# Lúcio Pinário (mestre da cavalaria em 363 a.C.)
Lúcio Pinário (em latim: Lucius Pinarius) foi um político da gente Pinária da República Romana, nomeado mestre da cavalaria (magister equitum) pelo ditador Lúcio Mânlio Capitolino Imperioso em 363 a.C.. 
Lúcio Mânlio foi eleito ditador para celebrar a cerimônia na qual se pregava um prego nos idos de setembro (no Templo de Júpiter Capitolino), o que, acreditava-se, faria terminar a epidemia que assolava a cidade havia três anos. Ele nomeou Lúcio Pinário seu mestre da cavalaria.